# Clemency
Clemency (lb. Kënzeg, niem. Küntzig) – wieś w południowo-zachodnim Luksemburgu, w gminie Käerjeng, w kantonie Capellen. Do 3 października 2015 leżała w dystrykcie Luksemburg. Wieś zamieszkuje 2018 osób. Do 31 grudnia 2011 samodzielna gmina. Graniczy z Belgią.